# Poste de péage d'Attinguié
Le poste de péage d'Attinguié (mis en service le 15 mai 2014) est une infrastructure routière du réseau routier de la Côte d'Ivoire située sur l'Autoroute du Nord. Il est le premier poste de péage de Côte d'Ivoire.

## Histoire
Le poste de péage d'Attinguié, premier poste de péage de Côte d'Ivoire a été inauguré et mis en service le 15 mai 2014 en présence du premier ministre Daniel Kablan Duncan, du ministre des infrastructures économiques Patrick Achi, du ministre des transports Gaoussou Touré et du ministre de la défense Paul Koffi Koffi. Le 12 janvier 2024, après deux mois de travaux d'élargissement de la chaussée (d'octobre à décembre 2023), faisant passer le nombre de couloirs du péage de huit à seize, celui-ci a été mis en service par le ministre de l'équipement et de l'entretien routier, Amédé Koffi Kouakou,,.

## Localisation
Le poste de péage d'Attinguié est situé à 30 km d’Abidjan sur l’axe Abidjan-Yamoussoukro.

## Fonctionnement

### Exploitation
L'exploitation de ce péage est gérée par le Fonds d'entretien routier. Les fonds collectés, issus des recettes et redevances, permettront de rembourser les emprunts ayant financé l'autoroute Abidjan-Yamoussoukro, d'assurer son entretien courant et périodique pour prévenir sa dégradation, ainsi que de financer la construction de nouvelles infrastructures routières,.

### Tarifs
Un communiqué du ministère de l'équipement et de l'entretien routier en date du 6 février 2025 présente les tarifs comme suit,,,:
| Classe   | Type de véhicule               | Tarif (en fcfa) |
| -------- | ------------------------------ | --------------- |
| Classe 1 | Véhicule léger                 | 1 000 fcfa      |
| Classe 2 | Mini car de moins de 32 places | 2 500 fcfa      |
| Classe 3 | Autocar de plus de 32 places   | 3 500 fcfa      |
| Classe 4 | Camion poids lourd             | 5 000 fcfa      |